# Herrestadmasten

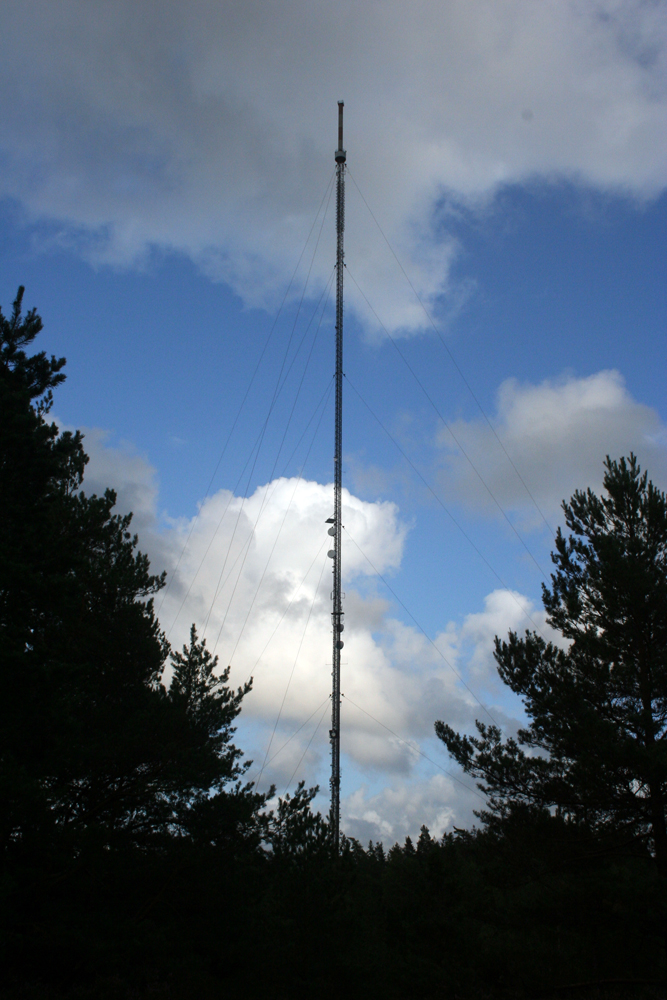
Masten sedd från Herrestadsfjället i Uddevalla.

Herrestadmasten är en 332 meter hög radio- och TV-mast. Masten är belägen på Herrestadsfjället, vid Herrestad i Uddevalla kommun. Masten är Sveriges femte högsta mast tillsammans med Ervastebymasten och tidigare även Häglaredsmasten.
Masten uppfördes 1960  och står 162 meter över havet.
Ägare är Teracom och de ansvarar även för utsändningarna av digital-TV och FM-radio.
Herrestadsmasten har fem MUX:ar för digital-tv samt fem sändare för FM-radio

## Radiofrekvenser
| Kanal         | Frekvens  |
| ------------- | --------- |
| SR P1         | 89,9 MHz  |
| SR P2         | 93,1 MHz  |
| SR P3         | 97,2 MHz  |
| SR P4/SR Väst | 103,3 MHz |
| Star FM       | 98,7 MHz  |
| Mix Megapol   | 104,2 MHz |
| RIX FM        | 105,7 MHz |

Uteffekten är begränsad enl. internationell överenskommelse till 10 kW
I det analoga TV-nätet använde stationen först kanal E2 vertikal polarisation för TV1. 
. I mitten av 1970-talet ändrade man om TV1 till kanal E33 och hade samsändning på kanal E2 vertikal fram till början av 1980-talet. Ytterligare en kanal tillkom 1992 i samband med utbyggnaden av TV4. 
TV1 fick byta kanal på grund av vertikal polarisation är olämpligt i kuperad terräng. Dessutom stördes Uddevalla av norska sändare på samma kanal och Uddevalla störde norska sändare.
- SVT1: E2V, efter 1969 E33
- SVT: E23
- TV4: E43
- Uteffekt: 1000 kW

## Slavsändare
Uddevalla är även matarstation för slavsändarna i Ellös, Hamburgsund, Henån, Hunnebostrand, Kungshamn, Kämpersvik, Munkedal, Strömstad, Vassbotten och Ödsmål. Dessutom är Uddevalla även matarstation för huvudsändaren i Trollhättan.